# Nicandra

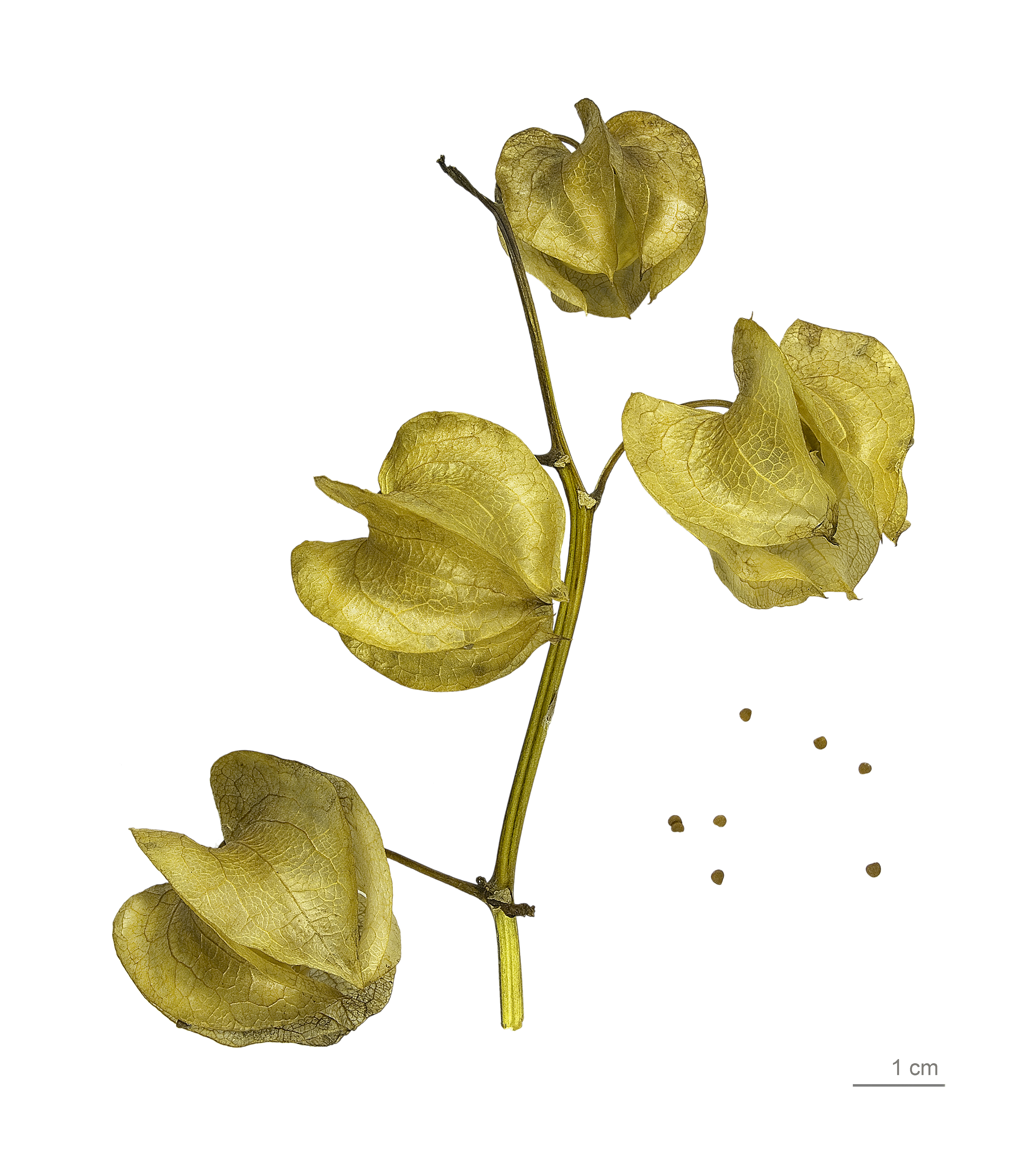
Nicandra physaloides

Nicandra este un gen de plante din familia Solanaceae.

## Specii

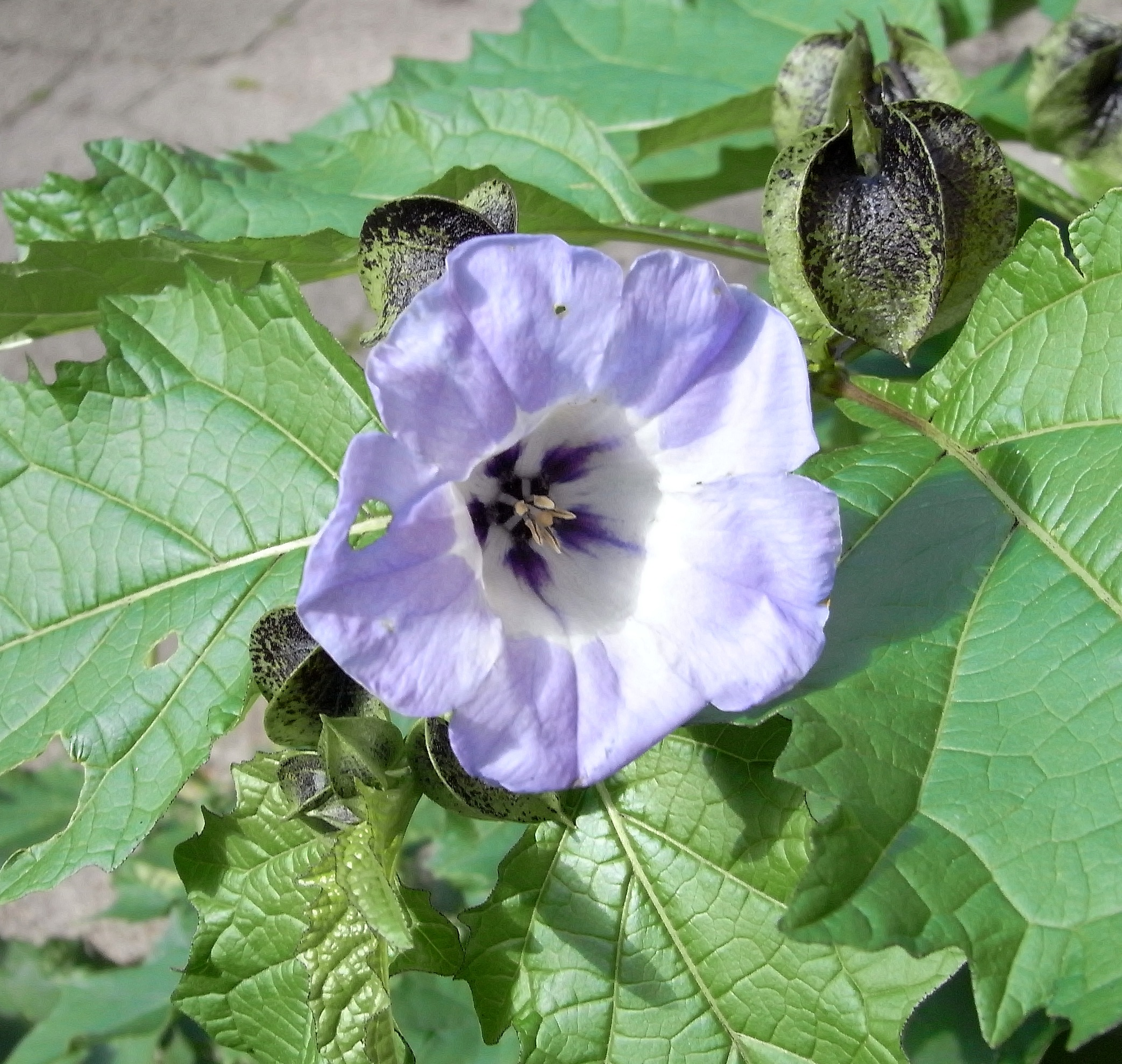

| - Nicandra amara - Nicandra anomala - Nicandra brevicorollata - Nicandra indica - Nicandra macrocalyx - Nicandra minor - Nicandra nana - Nicandra nebulosa - Nicandra parvimaculata - Nicandra physalodes - Nicandra physaloides - Nicandra undulata - Nicandra violacea |